# Росмаунт (Міннесота)
Росмаунт (англ. Rosemount) — місто (англ. city) в США, в окрузі Дакота штату Міннесота. Населення — 25 650 осіб (2020).

## Географія
Росмаунт розташований за координатами 44°44′46″ пн. ш. 93°4′11″ зх. д. / 44.74611° пн. ш. 93.06972° зх. д. (44.746108, -93.069765).  За даними Бюро перепису населення США в 2010 році місто мало площу 91,20 км², з яких 86,03 км² — суходіл та 5,16 км² — водойми.

## Демографія
Згідно з переписом 2010 року, у місті мешкали 21 874 особи в 7587 домогосподарствах у складі 5918 родин. Густота населення становила 240 осіб/км².  Було 7853 помешкання (86/км²).
Расовий склад населення:
| - 87,3 % — білих - 5,6 % — азіатів - 3,0 % — чорних або афроамериканців - 0,4 % — корінних американців - 1,1 % — осіб інших рас |

До двох чи більше рас належало 2,6 %. Частка іспаномовних становила 3,1 % від усіх жителів.
За віковим діапазоном населення розподілялося таким чином: 30,7 % — особи молодші 18 років, 61,6 % — особи у віці 18—64 років, 7,7 % — особи у віці 65 років та старші. Медіана віку мешканця становила 34,7 року. На 100 осіб жіночої статі у місті припадало 97,6 чоловіків;  на 100 жінок у віці від 18 років та старших — 94,4 чоловіків також старших 18 років.
Середній дохід на одне домашнє господарство  становив 100 913 долари США (медіана — 90 448), а середній дохід на одну сім'ю — 110 525 доларів (медіана — 101 068). Медіана доходів становила 67 215 доларів для чоловіків та 51 615 доларів для жінок. За межею бідності перебувало 3,9 % осіб, у тому числі 4,0 % дітей у віці до 18 років та 2,7 % осіб у віці 65 років та старших.
Цивільне працевлаштоване населення становило 12 243 особи. Основні галузі зайнятості: освіта, охорона здоров'я та соціальна допомога — 22,4 %, роздрібна торгівля — 11,4 %, науковці, спеціалісти, менеджери — 10,9 %, виробництво — 10,6 %.